# Distretto di Tsukubo
Il distretto di Tsukubo (都窪郡, Tsukubo-gun?) è uno dei distretti della prefettura di Okayama, in Giappone.
Attualmente fa parte del distretto solo il comune di Hayashima.